# Histoire des Juifs en Slovénie

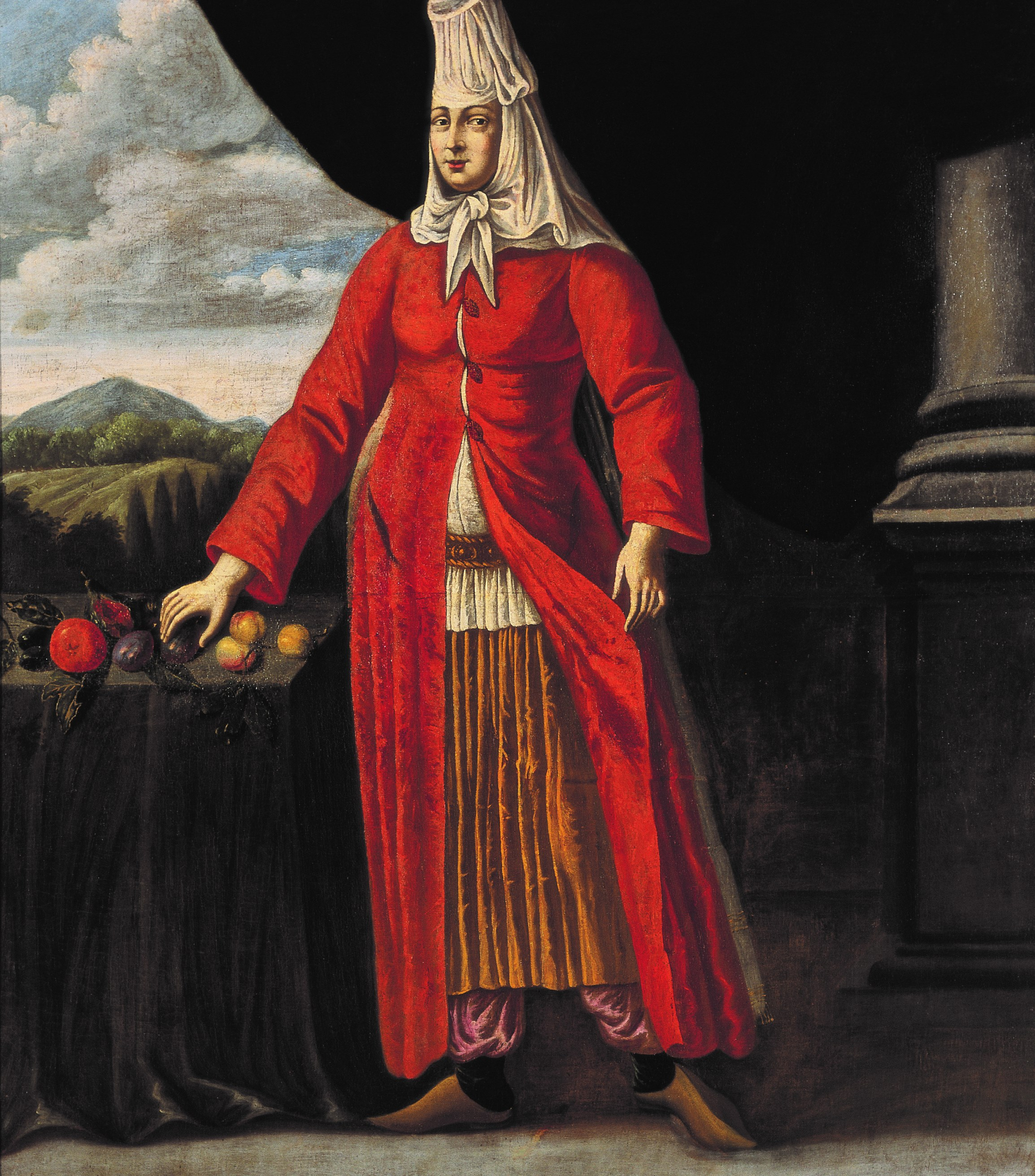
Portrait de femme juive slovène (1682)

L'histoire des Juifs en Slovénie (slovène : Judovska skupnost Slovenije) remonte à plusieurs siècles. La population est aujourd'hui estimée à moins de 1 000 personnes dont la majorité dans la capitale Ljubljana. La population fut presque exterminée durant la Shoah lors de la seconde Guerre mondiale.

## Histoire

### Ancienne communauté
La communauté juive dans la région de la Slovénie actuelle remonte d'avant la migration des Slaves au VIe siècle,. Les premiers juifs sont arrivés dans la région durant la période de la Rome antique. Des vestiges archéologiques le prouvent à Maribor et Škocjan. À Škocjan, un menorah datant du Ve siècle a été trouvé sur une tombe.
Durant le XIIe siècle, les juifs en provenance d'Italie arrivent en Slovénie pour fuir la pauvreté.
Bien que vivant en général (et par obligation) dans des ghettos, nombre d'entre eux prospèrent. 
Les relations avec les autres communautés sont en général pacifiques. 
À Maribor, ils occupent des places de banquiers ou de vignerons. 
Plusieurs cours juives (judovsko sodišče) dans le Duché de Styrie gèrent les disputes entre les juifs et les chrétiens. 
Israel Isserlein (1390-1460), qui a écrit plusieurs ouvrages sur la vie des juifs durant le Moyen Âge en Slovénie, était un important rabbin vivant à Maribor. En 1397, les ghettos juifs de Radgona et Ptuj furent ravagés par une société secrète dénommée Ungenannte Judenhauer (« Attaqueurs de juifs anonyme »).
La première synagogue de Ljubljana est mentionnée en 1213. Les juifs sont alors installés sur la rive gauche de la rivière Ljubljanica, à lemplacement des actuelles rues Židovska ulica (« rue des Juifs ») et Židovska steza (« Avenue des Juifs »).
Un sentiment anti-juif apparaît au sein du pouvoir et de la noblesse locale qui refuse de rembourser certains prêts. 
Des régions commencent à expulser les juifs dès le XVIe siècle jusqu'en 1718.

### Époque moderne
En 1709, Charles VI du Saint-Empire romain germanique promulgue un décret permettant aux juifs de revenir dans les contrées slovènes. 
Les juifs vivent à l'époque uniquement dans la cité commerciale de Trieste et dans la localité de Gorizia (aujourd'hui en Italie). 
Le décret est annulé en 1817 par François Ier d'Autriche.
Et seulement en 1867, les Juifs obtiennent les pleins droits politiques et civils, au temps de l'empire d'Autriche-Hongrie. 
La plupart des régions restent toutefois avec peu de juifs, à l'exception de Gorizia, Trieste et de la région du Prekmurje. 
Selon le recensement de 1910, 146 juifs seulement vivaient sur le territoire actuel de la Slovénie (sans tenir compte de la région du Prekmurje).
Dans les années 1920, lors de l'apparition du royaume des Serbes, Croates et Slovènes, la population juive de Slovénie réalise des contacts avec les communautés juives de Zagreb. 
Le recensement de 1931 constate la présence de 900 juifs dans la région de la banovine de la Drave (Prekmurje). 
La localité de Murska Sobota devient le siège de la communauté. 
À cette époque, de nombreux juifs arrivent dans la région pour fuir le régime nazi, en Allemagne mais aussi en Autriche. 
Néanmoins, une législation anti-juive adoptée par Milan Stojadinović (favorable au régime allemand) et les discours anti-sémites d'Anton Korošec du parti populaire slovène font de la Slovénie une destination peu attrayante. 
Le nombre de Juifs avant l'invasion de la Yougoslavie par les forces allemandes en avril 1941  est estimée à 2 500 (environ 1 500 locaux et 1 000 réfugiés).

### Shoah
La communauté juive fut très touchée par le régime nazi durant la Shoah entre 1941 et 1945.
La Garde nationale slovène (1943-1945) est responsable de la plupart des arrestations. 
Les Partisans yougoslaves accueillent une partie des fuyards.
Des 1 500 Juifs de 1939, seulement 200 survivent.

### Après-guerre
Sous la période communiste d'après-guerre, la communauté juive de la république socialiste de Slovénie s'élevait à seulement 100 personnes.
En 1953, la synagogue de Murska Sobota fut démolie par les autorités communistes. De nombreux juifs furent expulsés de la Yougoslavie en tant qu'Allemands et les biens de ceux-ci furent confisqués. La communauté juive de Ljubljana (Judovska Občina v Ljubljani) était composée de 84 membres en 1969.

## XXIesiècle
La population juive est selon les estimations comprise entre 400 et 600 personnes au début du  XXIe siècle alors que l'organisme de la communauté est composé de seulement 130 membres. Le premier chef rabbin officiel depuis 1941 fut mis en place en 1999. Entre-temps, les services religieux étaient réalisés par la communauté religieuse de Zagreb.

## Juifs célèbres de Slovénie
- Mišo Alkalaj, scientifique, écrivain et journaliste;
- Katja Boh, Sociologue et politicien;
- Berta Bojetu, écrivain et poète;
- Israel Isserlin, rabbin médiéval de Maribor;
- Klemen Jeninčič Boeta, anthropologue, et traducteur;
- Ana Jud, journaliste;
- Pavle Kornhauser, pédiatre;
- Lev Kreft, philosophe et politicien;
- Paul Parin, psychologue;
- Dušan Šarotar, écrivain;
- Mladen Aleksander Švarc, philosophe, journaliste et militant politique.